# دریاچه چاووش‌چو
دریاچه چاووش‌چو (انگلیسی: Lake Çavuşçu) یک دریاچه در استان قونیه کشور ترکیه است.